# 五人委員会 (アメリカ独立宣言)

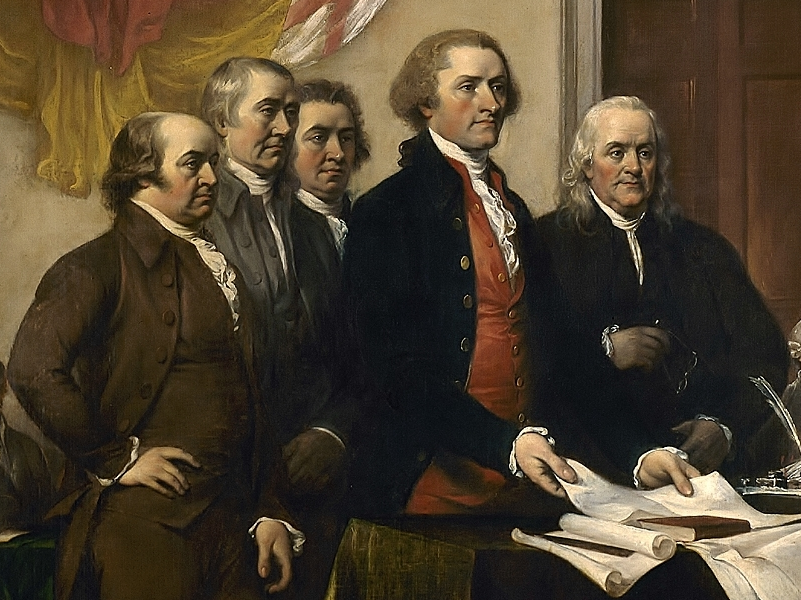
ジョン・トランブル画『独立宣言』に描かれた五人委員会の委員

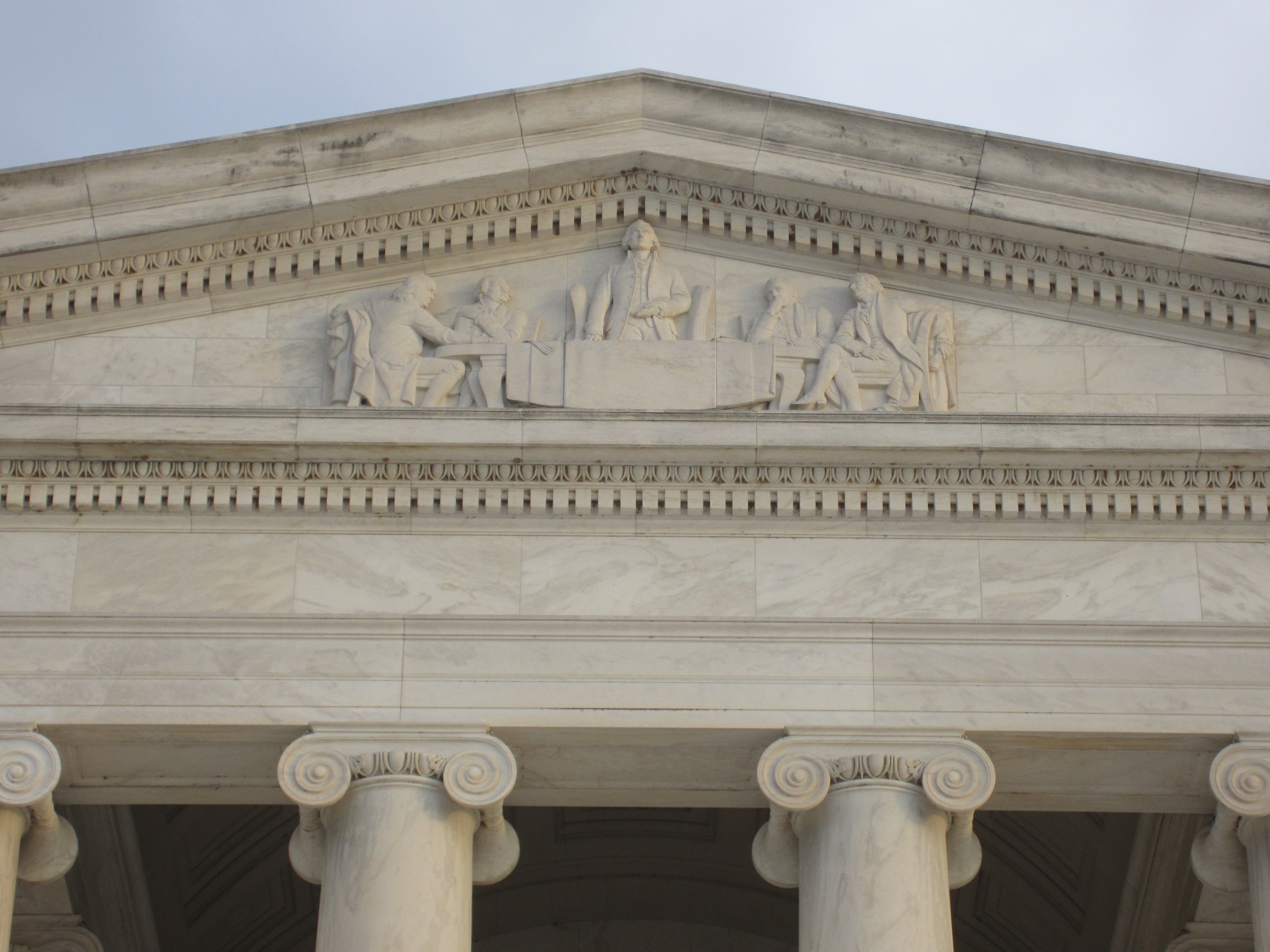
ジェファーソン記念館のペディメントに刻まれた、アドルフ・アレクサンダー・ウェインマンによる五人委員会の彫刻

アメリカ革命期における五人委員会（ごにんいいんかい、Committee of Five）とは、アメリカ独立宣言の草案を起草し、第2回大陸会議に提出した、5人のメンバーからなる委員会である。この委員会は、1776年6月11日に設立され、独立宣言が公布された同年7月5日まで運営された。

## 委員
五人委員会を構成する委員は、以下の5人である。
- ジョン・アダムズ - マサチューセッツ湾植民地代表。後に第2代大統領に就任[1]。
- トーマス・ジェファーソン - バージニア植民地代表。後に第3代大統領に就任[2]。
- ベンジャミン・フランクリン - ペンシルベニア植民地代表。「建国の父」の中でも最も有名な知識人の一人として知られ、その学術論文や出版物はアメリカ革命に大きな影響を与えた。
- ロジャー・シャーマン - コネチカット植民地代表。同盟規約、独立宣言、連合規約、合衆国憲法という、アメリカ合衆国建国に関する4つの文書全てに署名した唯一の人物[3]。
- ロバート・リビングストン - ニューヨーク植民地代表。後に駐仏公使としてルイジアナ買収の交渉にあたった[4]。

## 独立宣言の起草

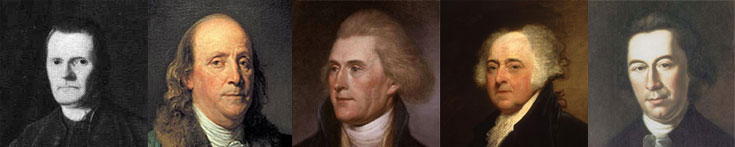
シャーマン、フランクリン、ジェファーソン、アダムズ、リビングストン

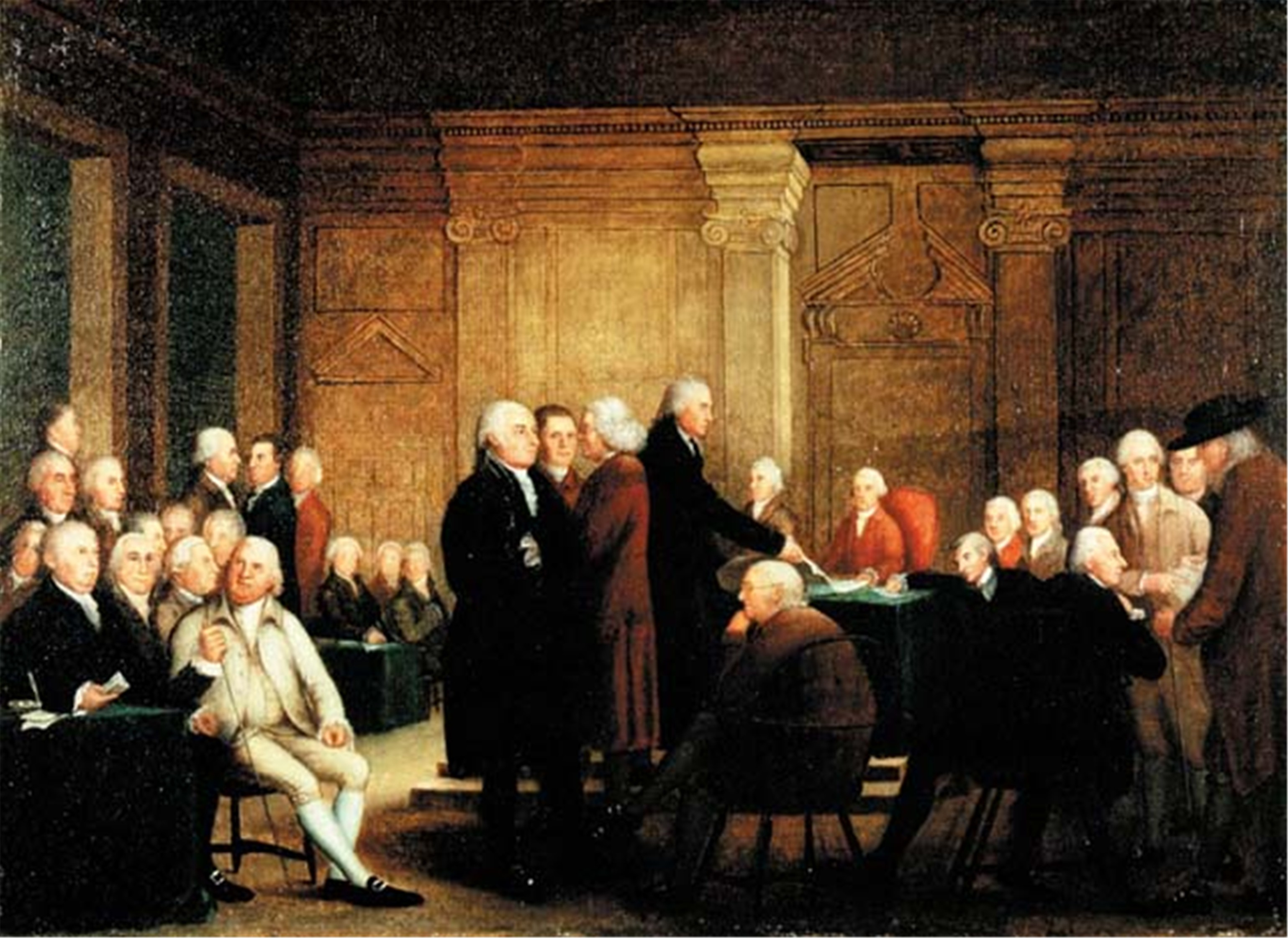
大陸会議での独立宣言への投票の様子を描いたロバート・エッジ・パイン画"Congress Voting Independence"。五人委員会は中央に描かれている。

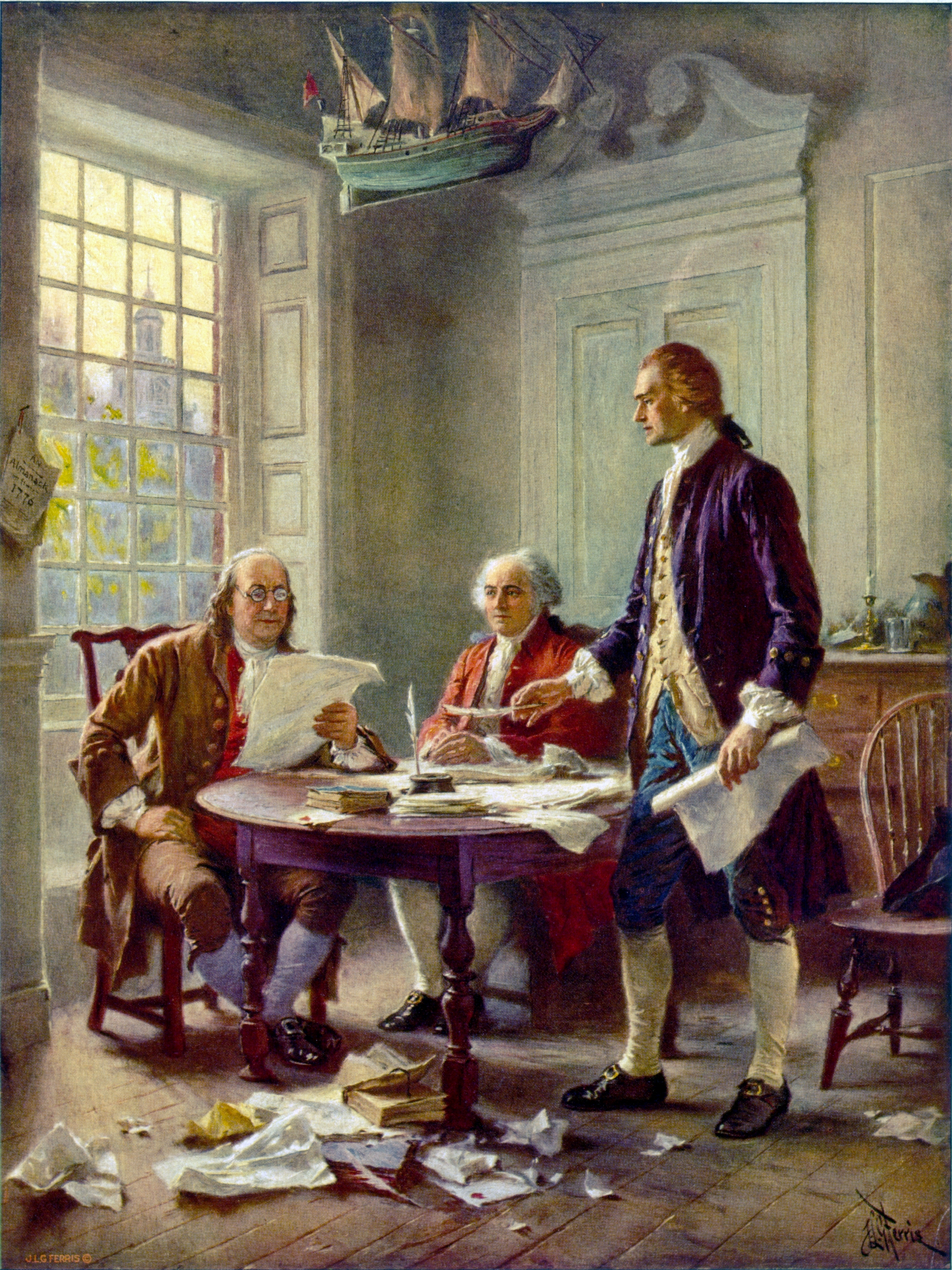
『独立宣言の執筆、1776年』(Writing the Declaration of Independence, 1776)。ジーン・レオン・ジェローム・フェリスが1900年に描いたもの。左からフランクリン、アダムズ、ジェファーソン。

大陸会議の13植民地の代表たちは、4月12日のノースカロライナ植民地の決議および5月15日のバージニア植民地の決議によって提案された、13植民地の主権独立を宣言をするかどうかの最終的な決定を7月1日（月曜日）まで延期する提案を採択した。この提案は「リー決議」と呼ばれ、バージニア植民地代表のリチャード・ヘンリー・リーが6月7日に議会に提出したものである。大陸会議は、13植民地が大英帝国から離脱することを世界に宣言する文言を、与えられた3週間の間に起草する委員会を任命することに合意した。
6月11日、マサチューセッツのジョン・アダムス、コネチカットのロジャー・シャーマン、ニューヨークのロバート・リビングストン、ペンシルベニアのベンジャミン・フランクリン、バージニアのトーマス・ジェファーソンの5人が起草委員に任命された。この委員会は議事録を残していないため、起草作業がどのように行われたかは不明である。ジェファーソンとアダムスが何年も後に書いた記録はよく引用されているが、矛盾しており、完全に信頼できるものではない。

### 初稿
委員会は、宣言の大枠を議論した後、ジェファーソンが初稿を書くことを決めた。議会の多忙なスケジュールの中で、ジェファーソンは17日間という限られた時間の中で草稿を書き上げた。その後、ジェファーソンは他の委員と相談し、初稿を見直して大幅に修正した。
変更点の中には、当初ジェファーソンが「生命、自由、幸福の追求の維持」(preservation of life, & liberty, & the pursuit of happiness)としていたものを、より簡潔な表現である「生命、自由、幸福の追求」(Life, Liberty and the pursuit of Happiness)に単純化したことがある。これは、ジョン・ロックが「生命、自由、財産」(life, liberty, and estate)という言葉で私有財産を自然権として表現していたことと共通する部分もあるが、異なるものである。
ジェファーソンの初稿には、イギリスの奴隷制に対する痛烈な批判も含まれていたが、アメリカの奴隷主に配慮して後に削除された。

## 草稿の発表
1776年6月28日、五人委員会は草稿を大陸会議の全体委員会に提出した。その様子は、ジョン・トランブルの有名な絵画『独立宣言』に描かれている。提出した草稿のタイトルは"A Declaration by the Representatives of the United States of America, in General Congress Assembled"（全体会議に集まったアメリカ合衆国の代表者たちによる宣言）だった 。

五人委員会が大陸会議に独立宣言草稿を提出する様子を描いたジョン・トランブル画『独立宣言』（1819年）

### 署名
公式には記されていないが、この歴史的な投票の記録が残されたのは午後6時26分と推定されている。その後、議会は全体委員会の報告を聞き、翌日の7月2日の午後に連合植民地の主権的地位を宣言した。その後、全体委員会は宣言文に目を向け、閉会前に第2回読会が行われた。

### 直前の議論
7月3日（水曜日）、全体委員会は宣言文の第3回読会を行い、提案された文章の正確な文言の精査を開始した。しかし、五人委員会の草案のうち、全体委員会で否決された2箇所については、他に大きな変更を加えることなく否決が採択された。否決されたのは、イギリス人に対する批判的な記述と、奴隷貿易と奴隷制そのものを非難する記述であった。
ジェファーソンは自叙伝の中で、削除された2つの文章についてこう書いている。
イギリスには友好的な友人がいるという情けない考えが、まだ多くの人の心に残っていたのである。そのため、イギリス人に不快感を与えないように、イギリス人を非難するような文章は削除された。奴隷の輸入を制限しようとしたことがなく、それどころか依然として奴隷の輸入を続けようとしているサウスカロライナ邦やジョージア邦に配慮して、アフリカの住民を奴隷にすることを非難する条項もまた削除された。北部の同胞も、このような非難を受けて少し気が重かっただろう。彼らの（植民地の）人々は自分たちではほとんど奴隷を持っていなかったにもかかわらず、かなりの量の奴隷を他人に渡していたからである。
後年、ジョン・アダムズが回想しているように、この文章案の編集作業は7月3日の閉会までにほぼ完了していた。 しかし、文章の正式な採用は翌朝に持ち越され、7月4日未明に議会が同意の投票を行った。

### 公正なコピー
採択された文書の草案は、次に「公正なコピー」を作成するために五人委員会に戻されたが、これは宣言文を公布用の一枚紙に印刷するジョン・ダンラップに渡すために作成された修正済みの再草稿である。五人委員会は、7月4日の早朝に召集され、その任務を完了した。
歴史家は、誰が独立宣言の「認証者」であるのかを決定するための文書的手段を持っていない。五人委員会の署名によって宣言が認証されたのか、五人委員会が公正なコピーをハンコック議長に提出して彼の認証署名を求めたのか、今日「ダンラップ・ブロードサイド」として知られる宣言文を印刷した物の完成した校正刷りにジョン・ハンコック議長が署名をしたことで認証が完了したのかは不明である。いずれにしても、7月5日にダンラップ・ブロードサイドが公布された時点で、五人委員会の仕事は終わった。

### ダンラップ・ブロードサイドの公布
7月5日に公布されたダンラップ・ブロードサイドでは、誰が宣言書に署名したのかが一般に公開された。この歴史的瞬間についての、参加者の記憶は非常に短かった。30年も経たないうちに、五人委員会の著名なメンバーは、1776年の7月4日と5日に実際に起こったことの詳細も、自分が積極的に参加したことも、もはや忘れてしまった。このようにして、この数十年の間に、7月4日に議会の全代表者が大規模な式典で一般署名を行ったという永続的な神話が生まれたのである。